# جين ماك أوليف
جين ماك أوليف (بالإنجليزية: Gene McAuliffe)‏ هو لاعب كرة قاعدة أمريكي، ولد في 28 فبراير 1872 في راندولف في الولايات المتحدة، وتوفي بنفس المكان في 29 أبريل 1953.